# Élections cantonales de 1928 en Ille-et-Vilaine
Les élections cantonales françaises de 1928 ont eu lieu les 14 et 21 octobre 1928.

## Assemblée départementale sortante
| Parti                                          | Sigle    | Élus |
| ---------------------------------------------- | -------- | ---- |
| Droite (23 sièges)                             |          |      |
| Conservateur                                   | Conserv. | 12   |
| Fédération républicaine                        | URD      | 9    |
| Parti démocrate populaire                      | PDP      | 2    |
| Gauche (20 sièges)                             |          |      |
| Républicain de Gauche                          | Rép.G    | 8    |
| Radical                                        | Rad.ind  | 6    |
| Radical-socialiste                             | Rad-Soc  | 3    |
| Section française de l'Internationale ouvrière | SFIO     | 1    |
| Parti républicain-socialiste                   | Rép-Soc  | 1    |
| Président du conseil général                   |          |      |
| Alexandre Lefas (Républicain URD)              |          |      |

## Assemblée départementale élue
| Parti                                          | Sigle    | Élus   |
| ---------------------------------------------- | -------- | ------ |
| Droite (21 sièges)                             |          |        |
| Conservateur                                   | Conserv. | 12     |
| Fédération républicaine                        | URD      | 9      |
| Parti démocrate populaire                      | PDP      | 2      |
| Gauche (22 sièges)                             |          |        |
| Républicain de Gauche                          | Rép.G    | 13 ↑ 5 |
| Radical                                        | Rad.ind  | 4 ↓ 2  |
| Radical-socialiste                             | Rad-Soc  | 2 ↓ 1  |
| Section française de l'Internationale ouvrière | SFIO     | 1      |
| Parti républicain-socialiste                   | Rép-Soc  | 1      |
| Président du conseil général                   |          |        |
| Alexandre Lefas (Républicain URD)              |          |        |

## Résultats pour le conseil général

### Arrondissement de Rennes

#### Canton de Rennes-Nord-Ouest
|          | Étienne Pinault * | PDP-Républicain URD | 2 253 | 55,23 |  |  |
|          | Honoré Commeurec  | SFIO                | 1 675 | 41,06 |  |  |
|          | Roger Géry        | Com.                | 151   | 3,70  |  |  |
|          |                   |                     |       |       |  |  |
| Inscrits | Inscrits          | Inscrits            | 6 704 |       |  |  |
| Votants  | Votants           | Votants             | 4 140 | 61,75 |  |  |
| Exprimés | Exprimés          | Exprimés            | 4 079 | 98,53 |  |  |

*sortant

#### Canton de Rennes-Sud-Ouest
|          | Jean-Marie Maugère * | Républicain de gauche | 2 574 | 89,59 |  |  |
|          | Charles Manceau      | Com.                  | 292   | 10,16 |  |  |
|          |                      |                       |       |       |  |  |
| Inscrits | Inscrits             | Inscrits              | 5 774 |       |  |  |
| Votants  | Votants              | Votants               | 2 991 | 51,80 |  |  |
| Exprimés | Exprimés             | Exprimés              | 2 873 | 96,06 |  |  |

*sortant

#### Canton de Hédé
|          | Ernest Allix * | Radical  | 1 466 | 84,59 |  |  |
|          |                |          |       |       |  |  |
| Inscrits | Inscrits       | Inscrits | 2 453 |       |  |  |
| Votants  | Votants        | Votants  | 1 733 | 70,65 |  |  |
| Exprimés | Exprimés       | Exprimés | 1 529 | 88,23 |  |  |

*sortant

#### Canton de Liffré
|          | Jean-Marie Pavy *   | Républicain URD       | 1 206 | 58,21 |  |  |
|          | Jean-Marie Gaillard | Républicain de gauche | 862   | 41,60 |  |  |
|          |                     |                       |       |       |  |  |
| Inscrits | Inscrits            | Inscrits              | 2 459 |       |  |  |
| Votants  | Votants             | Votants               | 2 090 | 84,99 |  |  |
| Exprimés | Exprimés            | Exprimés              | 2 072 | 99,14 |  |  |

*sortant

#### Canton de Saint-Aubin-d'Aubigné
Paul/Louis Picard (Républicain de gauche) élu depuis 1919 est mort en fin d'année 1926.
Adolphe Herbert (Radical) est élu lors de la partielle qui suit le 23 janvier 1927.
|          | Adolphe Herbert * | Radical  | 2 679 | 93,15 |  |  |
|          |                   |          |       |       |  |  |
| Inscrits | Inscrits          | Inscrits | 3 774 |       |  |  |
| Votants  | Votants           | Votants  | 2 876 | 76,21 |  |  |
| Exprimés | Exprimés          | Exprimés | 2 691 | 93,57 |  |  |

*sortant

### Arrondissement de Saint-Malo

#### Canton de Cancale
Charles Guernier a été président du Conseil Général entre 1921 et 1924.
|          | Charles Guernier * | Radical  | 1 945 | 89,06 |  |  |
|          |                    |          |       |       |  |  |
| Inscrits | Inscrits           | Inscrits | 4 148 |       |  |  |
| Votants  | Votants            | Votants  | 2 184 | 52,65 |  |  |
| Exprimés | Exprimés           | Exprimés | 1 965 | 89,97 |  |  |

*sortant

#### Canton de Combourg
Robert Surcouf (Rad-Soc) élu depuis 1922 ne se représente pas.
|          | Émile Bohuon | Républicain de gauche | 2 488 | 94,03 |  |  |  |  |  |  |  |
| Inscrits | Inscrits     | Inscrits              | 3 807 |       |  |  |  |  |  |  |  |
| Votants  | Votants      | Votants               | 2 646 | 69,50 |  |  |  |  |  |  |  |
| Exprimés | Exprimés     | Exprimés              | 2 516 | 95,09 |  |  |  |  |  |  |  |

*sortant

#### Canton de Pleine-Fougères
Francis Éon (Radical) élu depuis 1910 est mort en 1928.
|          | Louis Guyon | Radical                | 1 551 | 68,81 |  |  |
|          | René Petit  | Républicain socialiste | 699   | 31,01 |  |  |
|          |             |                        |       |       |  |  |
| Inscrits | Inscrits    | Inscrits               | 3 181 |       |  |  |
| Votants  | Votants     | Votants                | 2 322 | 73,00 |  |  |
| Exprimés | Exprimés    | Exprimés               | 2 254 | 97,07 |  |  |

*sortant

#### Canton de Saint-Servan
| Candidats | Candidats          | Étiquette                     | Premier tour | Premier tour | Ballotage | Ballotage |
| Candidats | Candidats          | Étiquette                     | Voix         | %            | Voix      | %         |
| --------- | ------------------ | ----------------------------- | ------------ | ------------ | --------- | --------- |
|           | Léonce Demalvilain | Républicain de gauche         | 1 022        | 43,87        | 1 458     | 63,42     |
|           | Eugène Brouard *   | Radical/Républicain de gauche | 918          | 38,51        | 841       | 36,58     |
|           | Edmond Pallier     | PDP-Républicain URD           | 444          | 18,62        |           |           |
|           |                    |                               |              |              |           |           |
| Inscrits  | Inscrits           | Inscrits                      | 3 532        |              | 3 530     |           |
| Votants   | Votants            | Votants                       | 2 409        | 68,21        | 2 380     | 67,42     |
| Exprimés  | Exprimés           | Exprimés                      | 2 384        | 98,96        | 2 299     | 96,60     |

*sortant

### Arrondissement de Fougères

#### Canton de Fougères-Sud
René de la Guerrande (Conservateur) élu depuis 1919 est mort en 1924. 
Étienne Le Poullen (Républicain URD) est élu lors de la partielle qui suit le seize mars.
|          | Étienne Le Poullen * | Républicain URD | 1 778 | 90,44 |  |  |
|          |                      |                 |       |       |  |  |
| Inscrits | Inscrits             | Inscrits        | 4 086 |       |  |  |
| Votants  | Votants              | Votants         | 1 966 | 48,12 |  |  |
| Exprimés | Exprimés             | Exprimés        | 1 786 | 90,84 |  |  |

*sortant

#### Canton de Louvigné-du-Désert
|          | Ambroise de Montigny * | Républicain URD | 1 385 | 59,91 |  |  |
|          | Armand Pirotais        | Radical         | 925   | 40,01 |  |  |
|          |                        |                 |       |       |  |  |
| Inscrits | Inscrits               | Inscrits        | 2 818 |       |  |  |
| Votants  | Votants                | Votants         | 2 352 | 83,46 |  |  |
| Exprimés | Exprimés               | Exprimés        | 2 312 | 98,30 |  |  |

*sortant

#### Canton de Saint-Brice-en-Coglès
Julien Noël et Joseph Lorre sont candidats pour le Conseil d'Arrondissement.
|          | Joseph Bucheron    | Républicain de gauche | 1 415 | 50,59 |  |  |
|          | Alphonse Dauguet * | Républicain URD       | 1 272 | 45,48 |  |  |
|          | Julien Noël        | Radical               | 59    | 2,11  |  |  |
|          | Joseph Lorre       | Républicain URD       | 52    | 1,86  |  |  |
|          |                    |                       |       |       |  |  |
| Inscrits | Inscrits           | Inscrits              | 3 275 |       |  |  |
| Votants  | Votants            | Votants               | 2 632 | 80,37 |  |  |
| Exprimés | Exprimés           | Exprimés              | 2 559 | 97,23 |  |  |

*sortant
*sortant

### Ancien arrondissement de Vitré

#### Canton de Vitré-Ouest
Marcel Rupied (Conservateur) élu depuis 1922 ne se représente pas.
|          | Pierre Poupard   | Conservateur (*)      | 1 372 | 54,99 |  |  |
|          | Alfred Vergnioux | Républicain de gauche | 1 123 | 45,01 |  |  |
|          |                  |                       |       |       |  |  |
| Inscrits | Inscrits         | Inscrits              | 2 969 |       |  |  |
| Votants  | Votants          | Votants               | 2 534 | 85,35 |  |  |
| Exprimés | Exprimés         | Exprimés              | 2 495 | 98,46 |  |  |

*sortant

#### Canton de Chateaubourg
|          | Pierre Langouët * | Républicain URD | 1 319 | 91,73 |  |  |
|          |                   |                 |       |       |  |  |
| Inscrits | Inscrits          | Inscrits        | 1 685 |       |  |  |
| Votants  | Votants           | Votants         | 1 438 | 85,34 |  |  |
| Exprimés | Exprimés          | Exprimés        | 1 351 | 92,95 |  |  |

*sortant

#### Canton de Retiers
|          | Alphonse Richard * | Républicain de gauche | 2 297 | 90,65 |  |  |
|          |                    |                       |       |       |  |  |
| Inscrits | Inscrits           | Inscrits              | 3 585 |       |  |  |
| Votants  | Votants            | Votants               | 2 534 | 70,68 |  |  |
| Exprimés | Exprimés           | Exprimés              | 2 363 | 93,25 |  |  |

*sortant

### Arrondissement de Redon

#### Canton de Bain-de-Bretagne
|          | Constant Hubert    | Conservateur | 1 688 | 53,22 |  |  |
|          | Jacques Thélohan * | Radical      | 1 484 | 46,78 |  |  |
|          |                    |              |       |       |  |  |
| Inscrits | Inscrits           | Inscrits     | 4 199 |       |  |  |
| Votants  | Votants            | Votants      | 3 214 | 76,54 |  |  |
| Exprimés | Exprimés           | Exprimés     | 3 172 | 98,69 |  |  |

*sortant

#### Canton de Grand-Fougeray
|          | Charles Chupin * | Conservateur | 1 264 | 91,86 |  |  |
|          |                  |              |       |       |  |  |
| Inscrits | Inscrits         | Inscrits     | 1 866 |       |  |  |
| Votants  | Votants          | Votants      | 1 376 | 73,74 |  |  |
| Exprimés | Exprimés         | Exprimés     | 1 275 | 92,66 |  |  |

*sortant

#### Canton de Pipriac
|          | Arsène de Tanouarn * | Conservateur | 2 729 | 96,26 |  |  |
|          |                      |              |       |       |  |  |
| Inscrits | Inscrits             | Inscrits     | 4 050 |       |  |  |
| Votants  | Votants              | Votants      | 2 835 | 70,00 |  |  |
| Exprimés | Exprimés             | Exprimés     | 2 729 | 96,26 |  |  |

*sortant

#### Canton du Sel-de-Bretagne
Émile Gautier n'est pas candidat.
|          | Jean-Marie Douëssin | Républicain de gauche | 671   | 53,38 |  |  |
|          | Georges Bret *      | Républicain URD       | 514   | 40,89 |  |  |
|          | Émile Gautier       |                       | 72    | 5,73  |  |  |
|          |                     |                       |       |       |  |  |
| Inscrits | Inscrits            | Inscrits              | 1 515 |       |  |  |
| Votants  | Votants             | Votants               | 1 278 | 84,36 |  |  |
| Exprimés | Exprimés            | Exprimés              | 1 257 | 98,36 |  |  |

*sortant

### Ancien arrondissement de Montfort-sur-Meu

#### Canton de Bécherel
|          | Constant Gendrot * | Républicain de gauche | 1 527 | 88,11 |  |  |
|          |                    |                       |       |       |  |  |
| Inscrits | Inscrits           | Inscrits              | 2 300 |       |  |  |
| Votants  | Votants            | Votants               | 1 733 | 75,35 |  |  |
| Exprimés | Exprimés           | Exprimés              | 1 527 | 88,11 |  |  |

*sortant

#### Canton de Plélan-le-Grand
Edmond Rawle (Conservateur) élu depuis 1904 ne se représente pas.
| Candidats | Candidats      | Étiquette             | Premier tour | Premier tour | Ballotage | Ballotage |
| Candidats | Candidats      | Étiquette             | Voix         | %            | Voix      | %         |
| --------- | -------------- | --------------------- | ------------ | ------------ | --------- | --------- |
|           | Marcel Sicard  | Républicain URD       | 1 201        | 45,84        |           |           |
|           | Olivier Pinson | Républicain de gauche | 857          | 32,71        |           |           |
|           | Hubert Chemin  | Républicain de gauche | 557          | 21,26        |           |           |
|           |                |                       |              |              |           |           |
|           | Albert Desbois | Républicain de gauche | -            | -            | 1 394     | 52,51     |
|           | Louis Oberthür | Conservateur          | -            | -            | 1 237     | 46,59     |
|           |                |                       |              |              |           |           |
| Inscrits  | Inscrits       | Inscrits              | 3 383        |              | 3 381     |           |
| Votants   | Votants        | Votants               | 2 650        | 78,33        | 2 705     | 80,01     |
| Exprimés  | Exprimés       | Exprimés              | 2 620        | 98,87        | 2 655     | 98,15     |

*sortant

## Résultats pour les conseils d'arrondissements

### Arrondissement de Rennes

#### Canton de Rennes-Nord-Est
- Conseiller sortant : Jean Lemaistre (Républicain de gauche), élu depuis 1910.

|          | Paul Robert      | Conservateur          | 2 149 | 53,65 |  |  |  |
|          | Jean Lemaistre * | Républicain de gauche | 1 691 | 42,21 |  |  |  |
|          | Jean Denoual     | Communiste            | 162   | 4,04  |  |  |  |
|          |                  |                       |       |       |  |  |  |
| Inscrits | Inscrits         | Inscrits              | 6 965 |       |  |  |  |
| Votants  | Votants          | Votants               | 4 068 | 58,41 |  |  |  |
| Exprimés | Exprimés         | Exprimés              | 4 006 | 98,48 |  |  |  |

*sortant

#### Canton de Rennes-Sud-Est
- Conseiller sortant : Henri Roque (Radical-socialiste), élu depuis 1919.

| Candidats | Candidats          | Étiquette          | Premier tour | Premier tour | Ballotage | Ballotage |  |
| Candidats | Candidats          | Étiquette          | Voix         | %            | Voix      | %         |  |
| --------- | ------------------ | ------------------ | ------------ | ------------ | --------- | --------- |  |
|           | Isidore David      | SFIO               | 1 585        | 36,09        | 2 360     | 54,43     |  |
|           | Pierre Becdelièvre | Républicain URD    | 1 460        | 33,24        | 1 686     | 38,88     |  |
|           | Henri Roque *      | Radical-socialiste | 901          | 20,52        |           |           |  |
|           | Georges Carré      | Communiste         | 442          | 10,06        | 284       | 6,55      |  |
|           |                    |                    |              |              |           |           |  |
| Inscrits  | Inscrits           | Inscrits           | 7 996        |              | 7 996     |           |  |
| Votants   | Votants            | Votants            | 4 458        | 55,75        | 4 401     | 55,04     |  |
| Exprimés  | Exprimés           | Exprimés           | 4 392        | 98,52        | 4 336     | 98,52     |  |

*sortant

#### Canton de Châteaugiron
- Conseiller sortant : Joseph Pannetier (Républicain URD), élu depuis 1922 qui ne se représente pas.

|          | Jean-Baptiste Gendry | Radical      | 998   | 55,94 |  |  |  |
|          | Julien Pannetier     | Conservateur | 391   | 21,92 |  |  |  |
|          | Alfred Gorieu        | Conservateur | 385   | 21,58 |  |  |  |
|          |                      |              |       |       |  |  |  |
| Inscrits | Inscrits             | Inscrits     | 2 315 |       |  |  |  |
| Votants  | Votants              | Votants      | 1 826 | 78,88 |  |  |  |
| Exprimés | Exprimés             | Exprimés     | 1 784 | 97,70 |  |  |  |

*sortant

#### Canton de Janzé
- Conseiller sortant : Albert Dauchez (Républicain URD), élu depuis 1919, qui ne se représente pas.

|          | Désiré Arondel | Conservateur          | 1 401 | 65,68 |  |  |  |
|          | Victor Trublet | Républicain de gauche | 731   | 34,27 |  |  |  |
|          |                |                       |       |       |  |  |  |
| Inscrits | Inscrits       | Inscrits              | 2 928 |       |  |  |  |
| Votants  | Votants        | Votants               | 2 183 | 74,56 |  |  |  |
| Exprimés | Exprimés       | Exprimés              | 2 133 | 97,71 |  |  |  |

*sortant

#### Canton de Mordelles
- Conseiller sortant : Henri de Freslon (Conservateur), élu depuis 1919.

|          | Henri de Freslon * | Conservateur | 1 100 | 91,44 |  |  |  |
|          |                    |              |       |       |  |  |  |
| Inscrits | Inscrits           | Inscrits     | 1 772 |       |  |  |  |
| Votants  | Votants            | Votants      | 1 203 | 67,89 |  |  |  |
| Exprimés | Exprimés           | Exprimés     | 1 133 | 94,18 |  |  |  |

*sortant

### Ancien arrondissement de Montfort

#### Canton de Montfort-sur-Meu
- Conseillers sortants : Julien Marquer (Républicain de gauche) et Auguste Berthelot (Républicain URD), élus depuis 1922.

- Le canton perd un conseiller à la suite de la fusion de l'arrondissement de Montfort avec celui de Rennes en 1926-27.

|          | Julien Marquer * | Républicain de gauche | 1 867 | 88,32 |  |  |  |
|          |                  |                       |       |       |  |  |  |
| Inscrits | Inscrits         | Inscrits              | 3 514 |       |  |  |  |
| Votants  | Votants          | Votants               | 2 114 | 60,16 |  |  |  |
| Exprimés | Exprimés         | Exprimés              | 1 929 | 91,25 |  |  |  |

*sortant

#### Canton de Montauban-de-Bretagne
- Conseiller sortant : Émile Delisse (Conservateur), élu depuis 1922, qui ne se représente pas.

|          | Louis Rouault    | Conservateur    | 944   | 57,39  |  |  |  |
|          | Joseph Rochefort | Républicain URD | 673   | 40,91  |  |  |  |
|          |                  |                 |       |        |  |  |  |
| Inscrits | Inscrits         | Inscrits        | 2 171 |        |  |  |  |
| Votants  | Votants          | Votants         | 1 645 | 75,77  |  |  |  |
| Exprimés | Exprimés         | Exprimés        | 1 645 | 100,00 |  |  |  |

*sortant

#### Canton de Saint-Méen-le-Grand
- Conseillers sortants : Alexandre Villandre (Républicain de gauche) et Jean Escolan (Républicain de gauche) élus depuis 1919.

- Le canton perd un conseiller à la suite de la fusion de l'arrondissement de Montfort avec celui de Rennes en 1926-27.

|          | Alexandre Villandre * | Républicain de gauche | 1 873 | 87,28 |  |  |  |
|          |                       |                       |       |       |  |  |  |
| Inscrits | Inscrits              | Inscrits              | 3 009 |       |  |  |  |
| Votants  | Votants               | Votants               | 2 146 | 71,32 |  |  |  |
| Exprimés | Exprimés              | Exprimés              | 1 929 | 89,89 |  |  |  |

*sortant

### Ancien arrondissement de Vitré

#### Canton de Vitré-Est
- Conseillers sortants : Hippolyte de Montcuit (Conservateur), élu depuis 1919 et Auguste Rousseau (Conservateur), élu depuis 1922.

- Le canton perd un conseiller à la suite de la fusion de l'arrondissement de Vitré avec celui de Rennes en 1926-27.

|          | Alexis Méhaignerie (père) | Conservateur          | 1 744 | 68,05 |  |  |  |
|          | Jean Aubert               | Républicain de gauche | 821   | 32,03 |  |  |  |
|          |                           |                       |       |       |  |  |  |
| Inscrits | Inscrits                  | Inscrits              | 3 323 |       |  |  |  |
| Votants  | Votants                   | Votants               | 2 643 | 79,54 |  |  |  |
| Exprimés | Exprimés                  | Exprimés              | 2 563 | 96,97 |  |  |  |

*sortant

#### Canton d'Argentré-du-Plessis
- Conseiller sortant : Arsène Gastinel (Conservateur), élu depuis 1922, qui ne se représente pas.

|          | Paul Orhand   | Républicain de gauche | 1 195 | 51,11 |  |  |  |
|          | Pierre Bouvet | Conservateur          | 1 145 | 48,97 |  |  |  |
|          |               |                       |       |       |  |  |  |
| Inscrits | Inscrits      | Inscrits              | 2 788 |       |  |  |  |
| Votants  | Votants       | Votants               | 2 358 | 84,58 |  |  |  |
| Exprimés | Exprimés      | Exprimés              | 2 338 | 99,15 |  |  |  |

*sortant

#### Canton de la Guerche-de-Bretagne
- Conseillers sortants : Joseph Bodard (Républicain ERD), élu depuis 1919 et Émile Hévin (fils) (Républicain ERD), élu depuis 1920.

- Émile Bonnelière (Républicain ERD) élu depuis 1919 est élu conseiller général en janvier 1923. Lors de la partielle du 18 mars Joseph Bodard (Républicain ERD) est élu.

- Le canton perd un conseiller à la suite de la fusion de l'arrondissement de Vitré avec celui de Rennes en 1926-27.

|          | Émile Hévin (fils) * | Républicain URD | 1 690 | 86,40 |  |  |  |
|          |                      |                 |       |       |  |  |  |
| Inscrits | Inscrits             | Inscrits        | 3 255 |       |  |  |  |
| Votants  | Votants              | Votants         | 1 956 | 60,09 |  |  |  |
| Exprimés | Exprimés             | Exprimés        | 1 766 | 90,29 |  |  |  |

*sortant

### Arrondissement de Saint-Malo

#### Canton de Saint-Malo
- Conseiller sortant : Mr Legay (Républicain socialiste), élu depuis 1912.

- François Dubreuil (Républicain de gauche), élu depuis 1912, est décédé début juillet 1927. Lors de la partielle du 4 septembre, Mr Legay (Républicain socialiste) est élu.

|          | François Noury | Républicain URD    | 1 745 | 51,73 |  |  |  |
|          | Jean Savatte   | Radical-socialiste | 1 627 | 48,24 |  |  |  |
|          |                |                    |       |       |  |  |  |
| Inscrits | Inscrits       | Inscrits           | 5 053 |       |  |  |  |
| Votants  | Votants        | Votants            | 3 412 | 67,52 |  |  |  |
| Exprimés | Exprimés       | Exprimés           | 3 373 | 98,86 |  |  |  |

*sortant

#### Canton de Châteauneuf-d'Ille-et-Vilaine
- Conseiller sortant : Jean-Marie Fougeray (Radical), élu depuis 1910, qui ne se représente pas.

|          | Charles Cron | Républicain de gauche-Radical | 1 034 | 55,27 |  |  |  |
|          | Henri Renard | Républicain URD               | 829   | 44,31 |  |  |  |
|          |              |                               |       |       |  |  |  |
| Inscrits | Inscrits     | Inscrits                      | 2 658 |       |  |  |  |
| Votants  | Votants      | Votants                       | 1 931 | 72,65 |  |  |  |
| Exprimés | Exprimés     | Exprimés                      | 1 871 | 96,89 |  |  |  |

*sortant

#### Canton de Dinard
- Conseiller sortant : Jean Robert (Républicain de gauche), élu depuis 1919, qui ne se représente pas.

|          | Marcel Degonzague | PDP - URD | 1 429 | 76,01 |  |  |  |
|          |                   |           |       |       |  |  |  |
| Inscrits | Inscrits          | Inscrits  | 4 554 |       |  |  |  |
| Votants  | Votants           | Votants   | 1 880 | 41,28 |  |  |  |
| Exprimés | Exprimés          | Exprimés  | 1 481 | 78,77 |  |  |  |

*sortant

#### Canton de Dol-de-Bretagne
- Conseiller sortant : Alfred Lecompte (Républicain de gauche), élu depuis 1919, qui ne se représente pas.

|          | Pierre Contin   | Républicain URD               | 1 232 | 53,78 |  |  |  |
|          | Joseph Lemarié  | Républicain de gauche-Radical | 757   | 33,04 |  |  |  |
|          | Alexandre Rhein | SFIO                          | 259   | 11,31 |  |  |  |
|          |                 |                               |       |       |  |  |  |
| Inscrits | Inscrits        | Inscrits                      | 3 761 |       |  |  |  |
| Votants  | Votants         | Votants                       | 2 295 | 61,02 |  |  |  |
| Exprimés | Exprimés        | Exprimés                      | 2 291 | 99,83 |  |  |  |

*sortant

#### Canton de Tinténiac
- Conseiller sortant : François Phily (Républicain de gauche), élu depuis 1919, qui ne se représente pas.

|          | Henri Aubry | Républicain de gauche | 1 241 | 83,01 |  |  |  |
|          |             |                       |       |       |  |  |  |
| Inscrits | Inscrits    | Inscrits              | 2 427 |       |  |  |  |
| Votants  | Votants     | Votants               | 1 495 | 61,60 |  |  |  |
| Exprimés | Exprimés    | Exprimés              | 1 319 | 88,23 |  |  |  |

*sortant

### Arrondissement de Fougères
- Il doit y avoir au moins neuf conseillers par arrondissement, celui de Fougères ne comptant que six cantons, trois sièges sont ajoutés aux cantons les plus peuplés.

#### Canton de Fougères-Nord
- Conseillers sortants : Henri Le Bouteiller (Conservateur), élu depuis 1910 et Albert Durand (Républicain URD), élu depuis 1927.

- Émile Pautrel (Conservateur), élu depuis 1910 est décédé le 4 avril 1927. Lors de la partielle du 22 mai, Albert Durand (Républicain URD) est élu.

|          | Albert Durand *       | Républicain URD | 2 278 | 90,94 |  |  |  |
|          | Henri Le Bouteiller * | Conservateur    | 2 249 | 89,78 |  |  |  |
|          |                       |                 |       |       |  |  |  |
| Inscrits | Inscrits              | Inscrits        | 5 837 |       |  |  |  |
| Votants  | Votants               | Votants         | 2 505 | 42,92 |  |  |  |
| Exprimés | Exprimés              | Exprimés        | 2 359 | 94,17 |  |  |  |

*sortant

#### Canton d'Antrain
- Conseillers sortants : Victor Allain (Républicain de gauche), élu depuis 1911, et Jean-Louis Berthelot (Républicain de gauche) élu depuis 1919.

- À la suite du recensement de 1926, le canton perd un conseiller au profit de celui de Saint-Brice-en-Coglès.

|          | Jean-Louis Berthelot * | Républicain de gauche | 1 854 | 83,66 |  |  |  |
|          |                        |                       |       |       |  |  |  |
| Inscrits | Inscrits               | Inscrits              | 3 484 |       |  |  |  |
| Votants  | Votants                | Votants               | 2 216 | 63,61 |  |  |  |
| Exprimés | Exprimés               | Exprimés              | 1 969 | 88,85 |  |  |  |

*sortant

#### Canton de Saint-Aubin-du-Cormier
- Conseiller sortant : Pierre Morel (Républicain de gauche), élu depuis 1919.

|          | Pierre Morel * | Républicain de gauche | 1 265 | 66,47 |  |  |  |
|          | Joseph Jourdan | Conservateur          | 636   | 33,42 |  |  |  |
|          |                |                       |       |       |  |  |  |
| Inscrits | Inscrits       | Inscrits              | 2 248 |       |  |  |  |
| Votants  | Votants        | Votants               | 1 920 | 85,41 |  |  |  |
| Exprimés | Exprimés       | Exprimés              | 1 903 | 99,12 |  |  |  |

*sortant

#### Canton de Saint-Brice-en-Coglès
- Conseiller sortant : Julien Loyzance (Radical-socialiste), élu depuis 1922.

- À la suite du recensement de 1926, le canton gagne un conseiller, aux dépens de celui d'Antrain.

- Joseph Bucheron et Alphonse Dauguet sont candidats pour le Conseil général.

| Candidats | Candidats        | Étiquette                     | Premier tour | Premier tour | Ballotage | Ballotage |  |
| Candidats | Candidats        | Étiquette                     | Voix         | %            | Voix      | %         |  |
| --------- | ---------------- | ----------------------------- | ------------ | ------------ | --------- | --------- |  |
|           | Joseph Lorre     | Républicain URD               | 1 337        | 47,92        | 1 284     | 46,39     |  |
|           | Julien Noël      | Républicain de gauche-Radical | 1 320        | 47,31        | 1 483     | 53,58     |  |
|           | Joseph Bucheron  | Républicain de gauche         | 74           | 2,65         |           |           |  |
|           | Alphonse Dauguet | Républicain URD               | 59           | 2,12         |           |           |  |
|           |                  |                               |              |              |           |           |  |
| Inscrits  | Inscrits         | Inscrits                      | 3 304        |              | 3 303     |           |  |
| Votants   | Votants          | Votants                       | 2 861        | 86,59        | 2 789     | 84,44     |  |
| Exprimés  | Exprimés         | Exprimés                      | 2 790        | 97,52        | 2 768     | 99,25     |  |

*sortant

### Arrondissement de Redon
- Il doit y avoir au moins neuf conseillers par arrondissement, celui de Redon ne comptant que sept cantons, deux sièges sont ajoutés à chacun des cantons les plus peuplés.

#### Canton de Redon
- Conseillers sortants : Eugène Simon (Républicain ERD) et Julien Danard (Républicain ERD), élus depuis 1919.

|          | Eugène Simon *  | Républicain URD | 1 777 | 88,58 |  |  |  |
|          | Julien Danard * | Républicain URD | 1 742 | 86,84 |  |  |  |
|          |                 |                 |       |       |  |  |  |
| Inscrits | Inscrits        | Inscrits        | 4 201 |       |  |  |  |
| Votants  | Votants         | Votants         | 2 006 | 47,75 |  |  |  |
| Exprimés | Exprimés        | Exprimés        | 1 813 | 90,38 |  |  |  |

*sortant

#### Canton de Guichen
- Conseiller sortant : Constant Moquet (Radical), élu depuis 1925.

- Charles Dufrêche (Radical), élu depuis 1919 est décédé le 24 avril 1925. Lors de la partielle du 21 juin, Constant Moquet (Radical) est élu.

|          | Constant Moquet * | Radical  | 1 857 | 83,31 |  |  |  |
|          |                   |          |       |       |  |  |  |
| Inscrits | Inscrits          | Inscrits | 3 627 |       |  |  |  |
| Votants  | Votants           | Votants  | 2 229 | 61,46 |  |  |  |
| Exprimés | Exprimés          | Exprimés | 1 922 | 86,23 |  |  |  |

*sortant

#### Canton de Maure-de-Bretagne
- Conseiller sortant : Jean-Marie Barre (Conservateur), élu depuis 1919.

|          | Jean-Marie Barre * | Conservateur | 1 612 | 94,77 |  |  |  |
|          |                    |              |       |       |  |  |  |
| Inscrits | Inscrits           | Inscrits     | 2 548 |       |  |  |  |
| Votants  | Votants            | Votants      | 1 701 | 66,76 |  |  |  |
| Exprimés | Exprimés           | Exprimés     | 1 617 | 95,06 |  |  |  |

*sortant